# Guy Stevenson
Guy Stevenson (* Long Island, New York) ist ein US-amerikanischer Schauspieler und Drehbuchautor.

## Leben
Stevenson ist seit 1998 Mitglied der Improvisations- und Sketch-Comedy-Truppe The Groundlings und seit 2006 Lehrer für Schauspiel an der gleichnamigen Schauspielschule in Los Angeles.
Stevenson ist seit dem 12. Oktober 2002 mit der US-amerikanischen Schauspielerin Jennifer Courtney verheiratet. Das Ehepaar hat drei Kinder.
Seit 1999 ist Stevenson als Schauspieler aktiv: in diesem Jahr hatte er eine Rolle in dem Kurzfilm The Oz Witch Project. Er tritt überwiegend in humoristische Fernsehserien oder Sitcoms auf. Auch war er schon in einigen Comedyformaten zu sehen.
Von 2004 bis 2007 hatte er eine Nebenrolle in Reno 911!. Er wirkte außerdem als Schauspieler in größeren Filmproduktionen wie Elizabethtown (2005) oder Balls of Fury (2007) mit. Für den 2016 erschienenen Film The Last Heist war er für das Drehbuch zuständig, trat aber auch als Schauspieler in einer Nebenrolle auf.
Von 2006 bis 2016 schrieb er Drehbücher für insgesamt 63 Episoden des Comedyformats MADtv; von 2008 bis 2009 war er zusätzlich Produzent des Fernsehformats.

## Filmografie

### Schauspieler
- 1999: The Oz Witch Project (Kurzfilm)
- 2002: The Amanda Show (Comedysendung, Episode 3x01)
- 2002: Die Parkers (Fernsehserie, Episode 4x02)
- 2003: Meine Frau, ihr Vater und ich (In-Laws) (Fernsehserie, Episode 1x13)
- 2003: Melvin Goes to Dinner
- 2003: Keine Gnade für Dad (Grounded for Life) (Fernsehserie, Episode 3x05)
- 2003: The Frank International Film Festival
- 2003: Highway to Oblivion
- 2004–2007: Reno 911! (Fernsehserie, 7 Episoden)
- 2005: Elizabethtown
- 2006: Lovespring International (Fernsehserie, Episode 1x03)
- 2007: Balls of Fury
- 2009: Lass es, Larry! (Curb Your Enthusiasm) (Fernsehserie, Episode 7x04)
- 2009: The League (Fernsehserie, Episode 1x05)
- 2010: Parks and Recreation (Fernsehserie, Episode 2x24)
- 2012: Key and Peele (Fernsehserie, Episode 1x02)
- 2015: Bree Does Comedy (Fernsehserie, Episode 1x02)
- 2016: Jimmy Vestvood: Amerikan Hero
- 2016: The Last Heist
- 2018: Superstore (Fernsehserie, Episode 4x09)
- 2018: Experts* (Fernsehserie)
- 2019: Arrested Development (Fernsehserie, 2 Episoden)
- 2019: Mike Tyson Mysteries (Fernsehserie, Episode 4x10)

### Drehbuchautor
- 2006–2016: MADtv (Comedysendung, 63 Episoden)
- 2008: Atom TV (Fernsehserie, Episode 1x02)
- 2011: The Unauthorized Documentary, Hangover Part II
- 2014: Teen Titans Go! (Fernsehserie, Episode 1x49)
- 2016: Mike Tyson Mysteries (Fernsehserie, Episode 2x12)
- 2016: The Last Heist
- 2017: Black Site Delta